# Jaboncillo, Coahuila
Jaboncillo är en ort i Mexiko.   Den ligger i kommunen Francisco I. Madero och delstaten Coahuila, i den centrala delen av landet, 800 km nordväst om huvudstaden Mexico City. Jaboncillo ligger 1 114 meter över havet och antalet invånare är 1 152.
Terrängen runt Jaboncillo är huvudsakligen platt, men åt sydost är den kuperad. Runt Jaboncillo är det ganska tätbefolkat, med 129 invånare per kvadratkilometer. Närmaste större samhälle är Coyote, 6,2 km söder om Jaboncillo. Trakten runt Jaboncillo består till största delen av jordbruksmark.